# Louis Legras
Pour les articles homonymes, voir Legras.
Louis Legras est un homme politique français né le 22 août 1840 à Longueville-sur-Scie (Seine-Maritime) et mort le 17 avril 1896 à Longueville-sur-Scie.

## Biographie
Après des études de droit, il est principal clerc de notaire à Paris. Propriétaire terrien, il est maire de Longueville-sur-Scie en 1880, conseiller d'arrondissement de 1880 à 1885 et conseiller général du canton de Longueville-sur-Scie en 1885. Il est député de Seine-Maritime de 1889 à 1896, siégeant comme conservateur.
Il meurt à Longueville-sur-Scie après une longue maladie.